# San Miguel (distrito)

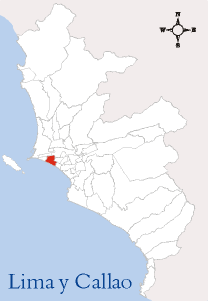

O distrito de San Miguel é um dos quarenta e três distritos que formam a Província de Lima, pertencente a Região Lima, na zona central do Peru.

## História
Em 1920 se crea o distrito da San Miguel.

## Prefeitos
- 2019-2022: Juan José Guevara.
- 2015-2018: Eduardo Bless.
- 2003-2014: Salvador Heredó.

## Transporte
O distrito de San Miguel não é servido pelo sistema de estradas terrestres do Peru, visto ser uma comuna urbana da Área Metropolitana de Lima